# Adam West (I Griffin)
Adam West è un personaggio secondario della serie televisiva animata I Griffin. È una caricatura del celebre attore Adam West (famoso per aver interpretato Batman nell'omonima serie televisiva degli anni sessanta), ed è da notare come nella versione originale sia doppiato dall'attore stesso, che si è prestato a questa auto-parodia.

## Biografia
Nella serie Adam West è il sindaco repubblicano della città di Quahog e viene caratterizzato come un onanista psicopatico e visionario, e per soddisfare le sue manie psicotiche talvolta arriva a usufruire delle risorse della città. Nella puntata Prima pagina spende $100'000 per un'indagine su dei misteriosi "furti d'acqua" (acqua che stava in realtà soltanto andando giù per le tubature, o nel terreno, com'è naturale che sia), e finisce a letto con l'attore Luke Perry, per farlo smettere di rubarla. In Ora puoi anche baciare... il ragazzo spese migliaia di dollari per far costruire una statua in oro della mascotte dei cereali, il rospo Dig 'Em. Per cercare di sviare l'attenzione dallo scempio, abolì i matrimoni omosessuali, nonostante la sua precedente storia con Perry. Quando poi Brian Griffin prese in ostaggio West minacciandolo con una pistola, tutti si dimenticarono della statua di Dig 'Em e del bando ai matrimoni gay, consentendo così al sindaco di annullare il divieto. In Al limite della legalità, manda la maggior parte del corpo di polizia cittadino a Cartagena de Indias, in Colombia, alla ricerca di Elaine Wilder, un personaggio di fantasia del film All'inseguimento della pietra verde. In Oggi sposi, ammette di credere agli zombie, e ordina di ricoprire le bare con una colata di cemento per impedir loro di scappare.
Nella seconda parte di Il disossato/Supergriffin/I piccoli Griffin, si rotola in una discarica di scorie radioattive nella speranza di ottenere così dei super poteri, come capitò alla famiglia Griffin. Questo però non accadde, e il sindaco si prese un linfoma. Altre caratteristiche che lo contraddistinguono sono la sua enigmaticità, i suoi comportamenti bizzarri e infantili, le sue improbabili soluzioni ai problemi della comunità di Quahog e la sua continua ricerca di un'identità (infatti in una puntata crede di chiamarsi Adam We dopo aver visto che mancavano due lettere dal suo Lite-Brite).
In una puntata Lois Griffin si candida a sindaco di Quahog e riesce a batterlo: ciononostante è costretta a dimettersi dopo l'utilizzo di soldi pubblici per interessi personali e Adam West torna a essere il primo cittadino del paese nonostante non si sia davvero ricandidato ma si sia semplicemente "ripreso" la carica appena Lois dice di dimettersi. Tale gesto viene anche puntualizzato da una persona che, giustamente, dice che ci dovrebbero essere nuove elezioni, salvo poi venire ucciso con un colpo di pistola da Adam, che poi spara a quelli che lo hanno sentito.
Nella puntata 13 della tredicesima stagione andando da Cleveland in terapia quest'ultimo gli dice che è consapevole di tutto quello che fa e che i suoi gesti stupidi e infantili sono in realtà un modo per nascondere altri suoi gesti sinistri se non criminali e Adam lo prende per la colletta e lo minaccia. A riprova di questo più tardi nello stesso episodio rientra nel suo studio dicendo di aver ammazzato nove persone salvo poi accorgersi della presenza di Lois e Peter e ricorreggendosi dicendo che aveva scarpe di anatre.
Inizialmente, il personaggio non compariva spesso nella serie ma il successo che ha ottenuto tra i fan ha fatto sì che fosse più presente in modo tale da mostrare i suoi gusti: adora il gruppo musicale dei Journey, è molto ghiotto di pizza e soprattutto delle tavolette al ribes, guida sempre una Cadillac Eldorado e nella puntata Fratelli e Sorelle della nona stagione si è innamorato e poi sposato con la sorella di Lois, Carol. In un'altra puntata ha anche una relazione con Meg. Nella puntata Una morte inaspettata di The Cleveland Show, si scopre che ha avuto una relazione con Loretta Brown, ex moglie di Cleveland. In alcuni episodi dimostra anche tendenze fortemente onaniste (in un'occasione infatti ha "sposato" la sua mano sinistra).
Dal settimo episodio della diciannovesima stagione, suo cugino Wild West, noto cowboy, ne prende il posto da sindaco.

## Sviluppo del personaggio
Seth MacFarlane, il creatore dei Griffin, scrisse vari episodi della serie animata Johnny Bravo di Cartoon Network e Adam West doppiava se stesso nell'episodio Johnny incontra Adam West!, trasmesso la prima volta negli Stati Uniti nel dicembre del 1997. Questo personaggio aveva comportamenti e caratteristiche molto simili all'Adam West dei Griffin. MacFarlane trovò L'Adam West di Johnny Bravo così esilarante che decise di crearne uno simile per i Griffin.

## Ritiro del personaggio
A causa della scomparsa del doppiatore originale, avvenuta il 9 giugno 2017, il personaggio viene ritirato dalla serie e fatto morire nell'ultima puntata della diciassettesima stagione Il liceo Adam West, andato in onda il 19 maggio 2019.